# DB Welt
DB Welt (engl. DB World) war die Mitarbeiterzeitung der Deutschen Bahn AG. Bis Mai 2006 hieß die Zeitung BahnZeit, zuvor Wir. Fahrt frei bzw. Wir. DB Welt wurde über die Dienststellen der Bahn an die Mitarbeiter verteilt und war im Abonnement auch für Nicht-Mitarbeiter erhältlich. Darüber hinaus konnte sie kostenlos in einer App gelesen werden.
Das Magazin erschien bis November 2020 und wurde anschließend als reine Online-Ausgabe fortgesetzt.

## Geschichte
Als erste Bahnmitarbeiterpublikation erschien am 9. Januar 1925 das periodische Mitteilungsblatt Die Reichsbahn – Amtliches Nachrichtenblatt der Deutschen Reichsbahn-Gesellschaft. Nach Gründung der Bundesbahn im Westen Deutschlands wurde es vom am 20. September 1949 erstmals erschienenen Blatt Die Bundesbahn – Amtliches Organ der Hauptverwaltung abgelöst. Dieses war primär zur Unterrichtung der Eisenbahner-Beamten angelegt. Dagegen legte die Reichsbahn in der DDR die Mitarbeiterzeitung Freie Fahrt – Die Wochenzeitung der Deutschen Eisenbahner auf, die am 1. Mai 1949 erstmals erschien und ab der Ausgabe 5/49 Fahrt frei hieß. Dort legte man von Beginn an den Schwerpunkt auf Unterhaltung und Kultur, auch Leserbriefe waren hier zu finden. Beide Blätter sollten die Identifikation mit der jeweiligen Bahn stärken. Bei der Bundesbahn folgte ab Januar 1975 die Zeitung Wir – Zeitung für die Mitarbeiter der Deutschen Bundesbahn, nun in farbigem Druck. Auch die Fahrt frei stellte auf Farbdruck um. Nach der Deutschen Wiedervereinigung – aber noch vor dem Zusammenschluss der beiden Bahnen – fusionierten die beiden Zeitungen im September 1992 zur Wir/Fahrt frei.
Mit der Fusion von Bundesbahn und Reichsbahn zur Deutschen Bahn AG startete am 1. Januar 1994 die BahnZeit. Sie wurde im Boulevardstil gestaltet, die Konzernfarbe Rot dominierte. Ihr Umfang wuchs von zunächst 12 Seiten schnell auf das Doppelte an. Ab Mai 1998 wurden Bereichsseiten für Reise&Touristik, Regio, Cargo, Netz und Station&Service aufgenommen. Neun Regionalausgaben kamen im Oktober 2000 dazu.
Im Juni 2006 erfolgte eine Namensänderung in DB Welt mit einer Auflage von 150.000 Exemplaren, gleichzeitig wurde eine englischsprachige Ausgabe als DB World mit einer Auflage von 17.000 Exemplaren eingeführt, Layout und Format wurden hierbei verändert. Begründet wurden diese Schritte mit der zunehmend internationalen Struktur der DB AG, in der neben dem reinen Eisenbahn- auch das Logistikgeschäft eine immer wichtigere Rolle spielt.
Vor der Format-Umstellung Ende 2017 umfasste die deutsche Ausgabe 20 Mantelseiten im Format (321 × 470 mm). Je nach Region wurde einer von sieben Regionalteilen mit vier Seiten eingelegt. Die Zeitschrift wurde vom Bereich PR & Interne Kommunikation der Deutschen Bahn in Zusammenarbeit mit der Berliner Agentur C3 Creative Code and Content (ehemals KircherBurkhardt) produziert. Sie erschien zum Monatsanfang bei elf Ausgaben pro Jahr (gemeinsame Juli-/Augustausgabe) bei einer Auflage von 140.000 Exemplaren. Die englische Ausgabe erschien monatlich mit acht Seiten.
Zwischen Juni 2006 und Ende 2017 wurden 44.450 Texte, 25.400 Fotos und 2.540 Grafiken veröffentlicht. Im Jahr 2017 wurde die Auflagenstärke mit 85.000 angegeben.
Nach einer europaweiten Ausschreibung im Oktober 2016 gewann im Juli 2017 die fischerAppelt AG den Auftrag und ist seit Januar 2018 „Content-Lead-Agentur“ für die Zeitung. Mit dem Dienstleisterwechsel änderte sich auch die Erscheinungsfrequenz. Ab Anfang 2018 erschien die Zeitung quartalsweise, sie bekam in diesem Zusammenhang einen magazinartigen Charakter im A4-Format. Die letzte gedruckte Ausgabe erschien im November 2020.

## Auszeichnungen
Die BahnZeit bzw. DB Welt wurde bei Wettbewerben wiederholt ausgezeichnet:
- Die Publikation erreichte beim inkom.-Grand Prix für Interne Kommunikation der DPRG in den Jahren 1996 bis 2007 insgesamt neunmal Bewertungen vom 1. bis zum 3. Platz.
- Beim FEIA Grand Prix wurde sie 1999 und 2004 jeweils Sieger.
- Im Wettbewerb Best of Corporate Publishing wurde die Bahnzeit/DB Welt 2005, 2006 und 2007 als beste deutschsprachige Mitarbeiterzeitung Europas ausgezeichnet. 2008 erreichte die Zeitung den zweiten Platz.[9]
- Die DB Welt wurde beim Mercury Award 2012 mit Gold ausgezeichnet, der Newsletter DB World mit Bronze.[5]